# بانفا دیاکیته
بانفا دیاکیته (انگلیسی: Banfa Diakité؛ زادهٔ ۷ اکتبر ۱۹۹۷) بازیکن فوتبال اهل فرانسه است.